# 摩士
摩士爵士，KBE，JP[?]（1892年4月25日—1967年5月13日），舊時也譯摩斯爵士，英國和香港銀行家，1941年至1953年任香港上海滙豐銀行主席，1943年至1953年兼任總司理，1946年至1953年任行政局首席非官守議員，是滙豐銀行在第二次世界大戰期間和戰後初期的重要領導人物。
在1912年加入滙豐的摩士，早年曾在香港總行和中國內地各分行任職凡二十餘年，1940年調任倫敦分行總經理，1941年香港淪陷前夕出任主席，繼而在1943年起出任總司理，任內成功帶領滙豐渡過第二次世界大戰，並負責在戰後將總行遷回香港，以及重建香港、遠東和全球各地的業務。「凡有利於香港者，即有利於滙豐」一語，即出自他任內。摩士在1953年卸任主席和總司理後，回到英國出任滙豐的倫敦顧問委員會主席，繼續參與滙豐業務。
摩士曾分別於1949年和1961年兩度封爵士，另在1940年獲香港大學頒授榮譽博士學位。現今位於九龍黃大仙的摩士公園，即以他命名。

## 生平

### 早年生涯
摩士在1892年4月25日生於愛爾蘭蒂珀雷里（Tipperary），父親名D·S·摩士（D. S. Morse），任職於愛爾蘭銀行多年。摩士早年接受私人教育，後來就讀於倫敦德里的福伊爾書院（Foyle College）。在1910年，他加入倫敦德里的曉治布朗與布蘭登註冊會計師行（Hugh Brown, Brandan and Company, Chartered Accountants of Londonderry）實習，前後近兩年。

### 滙豐生涯

#### 加入滙豐
在1912年，摩士加入香港上海滙豐銀行的倫敦分行任職，1915年至1919年調往香港總行任職助理，後來曾在中國大陸不同分行任職，拓展內地市場，包括由1919年至1922年派駐於天津分行，1923年至1924年短暫調到上海分行，其後又於1924年至1928年間調返天津分行任職。摩士在1929年再一次調到香港總行，並在1932年出任首席會計師，隨後在1938年獲擢升為襄理，同年獲奉委為非官守太平紳士。
在首席會計師和襄理任內，摩士在1936年1月至1940年間獲香港大學任命為司庫，另外又任財務委員會主席，負責掌管大學財政，以及在1939年出任大學場所委員會主席。當時時局不穩，難民湧入香港，但摩士仍設法監管大學收支，他在1940年卸任司庫時，獲大學頒授榮譽法學博士學位。

#### 二戰期間
摩士上任襄理時，時值中日戰爭爆發，遠東局勢動盪，銀行業務深受影響，至1939年第二次世界大戰正式爆發後，銀行業務更受戰局的進一步打擊。在1940年，摩士獲總司理祁禮賓爵士（Sir Vandeleur Grayburn）任命調返英國出任倫敦總經理兼倫敦顧問委員會（London Advisory Committee）委員，後來再任委員會主席。在得到英國政府支持下，他負責將總行資產逐步由香港轉移到當地，以防香港一旦落入日本手中後，資產被日方掠奪；再加上滙豐有大批美元儲備在美國國內，一旦總行被日方操控，銀行在美國的資產將被美國政府凍結。在同年年尾，得到摩士協助下，滙豐仍能夠發表完整的銀行財務報告，到1941年6月更有能力向股東派發每股2鎊10仙令股息。
可是好景不常，在1941年12月，日軍揮軍香港，香港保衛戰爆發，並迅即於同年12月25日淪陷，身處香港的滙豐主席百德新（J. J. Paterson）、總司理祁禮賓爵士與其候任繼任人艾文遜（D. C. Edmondston）悉數落入日軍手中。但在香港淪陷前夕，港督楊慕琦爵士於12月12日宣佈滙豐銀行總部由香港遷往倫敦，而較早時候，英國政府亦下令滙豐各地分行與香港總行均需聽從倫敦指示，在12月16日，身為倫敦顧問委員會主席的摩士，復按英政府要求出任主席兼署理總司理，以便銀行繼續正常運作，因此在香港淪陷後，倫敦顧問委員會儼然成為滙豐董事局，而摩士更成為滙豐的實際掌權人，也是該行創立以來，首位出任主席的滙豐在職僱員。
在第二次世界大戰期間，滙豐銀行因香港淪陷而受到沉重打擊，總司理祁禮賓爵士在1943年8月病死於香港的赤柱監獄，其候任繼任人艾文遜亦於1944年8月病死香港。不過，身在倫敦的摩士獲得英倫銀行和殖民地部支持，使滙豐得以繼續營運。在1942年，摩士在滙豐銀行新設立的遠東救濟撥款委員會，出任司庫一職，專門負責救濟在遠東地區因日軍侵略而頓失依靠的英籍銀行業人士。復至1943年1月13日，樞密院發出一道樞密令，再次確認匯豐銀行總部遷到倫敦，並將樞密令的效力追溯至1941年12月16日，倫敦顧問委員會獲正式確認為滙豐董事局，摩士則獲任命為滙豐主席兼總司理，同年，他發表滙豐截至1942年年底的資產負債表，顯示該行仍保留相當財力。為表揚他在戰時經營滙豐的貢獻，摩士在1944年獲英皇喬治六世頒授CBE勳銜。

#### 戰後重建
1945年香港重光後，香港暫時由英軍實施軍法管治，至1946年5月1日才重置文治政府，而返港著手重整業務的摩士，即於5月1日獲復任的港督楊慕琦爵士委任為行政局首席非官守議員，是局內甚有份量的議員。同年5月16日，樞密院發表另一道樞密令宣佈將滙豐總部遷回香港，隨後港府在6月20日通過條例，讓滙豐跳過一般程序，儘早召開周年大會，摩士再當選主席兼總司理。
香港日治期間，日軍從滙豐庫房奪取大批沒有加簽的未發行紙幣，並在沒有任何保證金的情況下，威迫祁禮賓等在紙幣上簽名，用以向中國大陸和鄰近地區大手購入物資。雖然倫敦方面曾委託國民政府透過電台公開宣佈不承認這批紙幣的效力，以及向大眾公開這批紙幣的序號，但是這批紙幣仍然在香港與鄰近地區廣泛流通。在三年零八個月的日治歲月中，由日治政府操控下發出的滙豐紙幣，總額更達1.198億港元。
摩士最初原宣佈拒絕承認所有面值10元以上的日治時期滙豐紙幣，但後來為保滙豐聲譽和挽回港元信用，於1946年4月2日與臨時軍政府達成協議，宣佈全力支持這批紙幣的效力。這一點後來於1946年8月16日立法局通過的《銀行紙幣與負債證明書條例》（Bank Notes and Certificates of Indebtedness Ordinance）得到再次確認。根據條例，滙豐銀行要向外匯基金注資100萬英鎊，同時由港府向滙豐發出總值1.038億港元的負債證明書，用以擔保這批紙幣的效力。除繳付100萬英鎊外，條例又要求滙豐根據一個複雜的換算方法，額外再繳付一筆款項。此外，在戰前原是發鈔銀行的滙豐銀行，在戰後亦獲港府臨時賦予發鈔銀行身份，這個臨時身份到1947年7月再獲港府批准延續一年，到1948年，滙豐已逐步恢復實力，遂獲港府正式授予發鈔銀行身份。
摩士在戰後致力重開滙豐在全球各地，包括中國和日本的分行，但受限於市場萎縮，在中國大陸僅有上海、北京、天津和汕頭四間分行繼續營業。可是二戰結束後不久，大陸的國民黨與共產黨即爆發國共內戰，並以1949年10月共產黨建立中華人民共和國，國民黨敗退台灣告終。雖然英政府早於1950年1月對中華人民共和國的地位予以承認，但內地時局動盪，加上中共在1950年起發動土改，觸發資本家南逃香港，使滙豐關閉大陸分行的壓力愈來愈大。摩士在1953年卸任後，汕頭和天津分行被迫於1954年關閉，北京分行亦於1955年停業，最後獨留上海分行。雖然中國大陸市場流失，但摩士則認為東南亞地區具發展潛力，因此任內亦銳意開拓銀行在東南亞的業務。
另一方面，隨著大批勞動人口和企業家因躲避戰亂南逃香港，香港成為整個中國沿岸地區唯一開放的貿易口岸，造就了戰後香港的工業，尤其是紡織業的發展和出口。滙豐看準時機，積極向來港的企業家貸款創業，一方面促進香港的工業發展之餘，連帶滙豐在港業務亦有長足發展。到1954年，滙豐的資產總值已達36億港元，是1940年時的三倍。
摩士被認為是戰後滙豐得以重整業務的關鍵人物，更與另一位同樣來自愛爾蘭的前任總司理昃臣爵士齊名。摩士在戰前預早調走香港的資產，設法減少銀行損失，而且早於滙豐總部遷回香港前，已先行計劃重整方案，令滙豐在戰後快速復元。除此之外，他又與港府合作，一方面有效地支持港元穩定，另方面藉以鞏固滙豐在香港和遠東的地位。摩士亦透過在行政局供職，參與制定港府的經濟政策，和維持香港的自由市場經濟，因此摩士亦嘗言「凡有利於香港者，即有利於滙豐」（What is good for the Colony is good for the Bank），這句說話亦扼要地反映殖民地政府在戰後多年治港方針。

### 其他公職
除了銀行的工作外，摩士亦熱心戰後的公共服務，除了於1946年至1951年再度出任香港大學司庫外，也是戰後香港童軍總會和香港足球總會首任會長、香港賽馬會董事局主席、香港業餘體育協會暨奧林匹克委員會首任會長、亦曾任港府康樂場地顧問委員會（Advisory Committee on Recreation Grounds）主席，以及在1950年協助成立香港青年商會。在童軍總會任內，他於1949年11月12日主持位於金鐘花園道的總部啟用典禮，總部亦命名為「摩士小屋」（Morse Hut），另外，鑑於戰後香港的童軍活動急速發展，摩士復與香港賽馬會出資籌建規模更大的新總部。新總部位於九龍覺士道，於1954年啟用，名為「摩士大廈」（Morse House），使用40年後，童軍總會復於1994年遷往柯士甸道新址。為表彰摩士對童軍活動的貢獻，他在1953年2月23日獲港督兼香港童軍總領袖葛量洪爵士授予童軍最高榮譽銀狼章（Silver Wolf）。
摩士在港期間深獲港府敬重，他在1949年獲英皇喬治六世封下級勳位爵士，1951年以香港代表身份前往英倫出席英國節（Festival of Britain）活動，至於在1953年6月的英女皇伊利沙伯二世加冕大典中，摩士更以香港首席代表身份，偕羅文錦爵士和周埈年觀禮。在1953年，摩士宣佈卸任滙豐主席和總司理，返回英國，儘管摩士不是立法局議員，但港督葛量洪特別在1953年3月4日的立法局會議上，對摩士致感謝辭，讚揚他是「偉大的香港市民」（A Very Great Citizen of Hong Kong）。
摩士在1953年3月3日卸任，3月13日啟程返英，並在當日舉行隆重的卸任儀式。在早上十時，摩士爵士伉儷步出香港滙豐總行大廈，在逾千名滙豐職工和群眾夾道歡迎下，登上停泊於皇后像廣場的轎車，轎車由十六名滙豐高級外籍僱員以海軍部特別借出的繩纜牽引，最後把轎車拖到皇后碼頭。轎車途經的獲利道、德輔道中、遮打道和干諾道中的行車線一度獲警方局部封閉。摩士伉儷在皇后碼頭獲香港文武官員和各界紳商送行，隨後登上滙豐專用小輪前往九龍倉碼頭，最後乘坐鐵行旗下的「廣東號」（Canton）輪船返回英國。他離開香港後，滙豐主席和總司理兩職分別由布力嘉（Cedric Blaker）和端納（Michael Turner）接任，而行政局首席非官守議員一位則由周埈年繼任。

### 晚年生涯

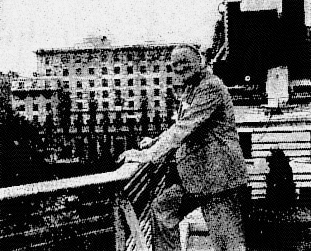
摩士退休後1953年6月攝於英國倫敦家中

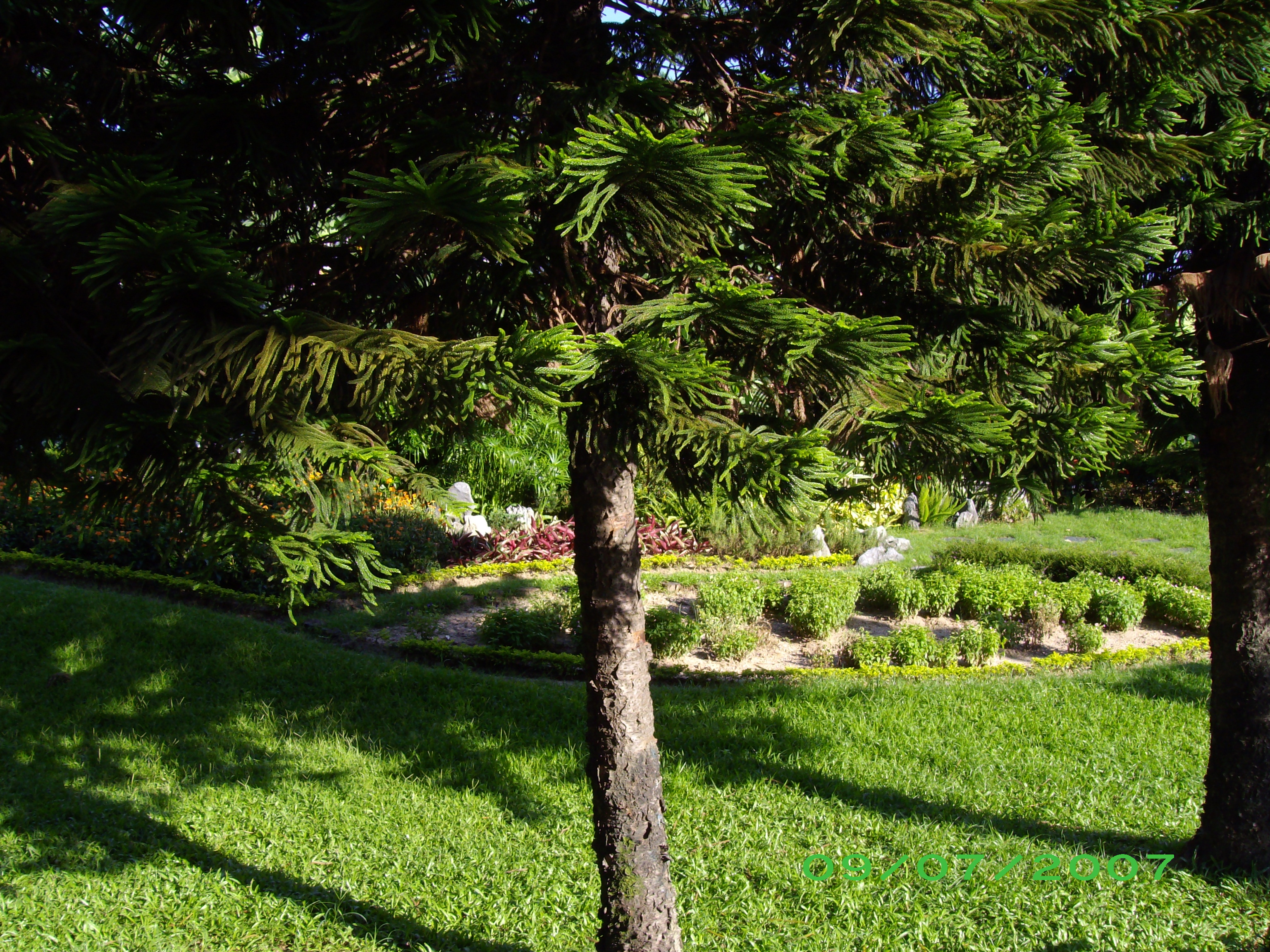
摩士公園蝴蝶閣一隅

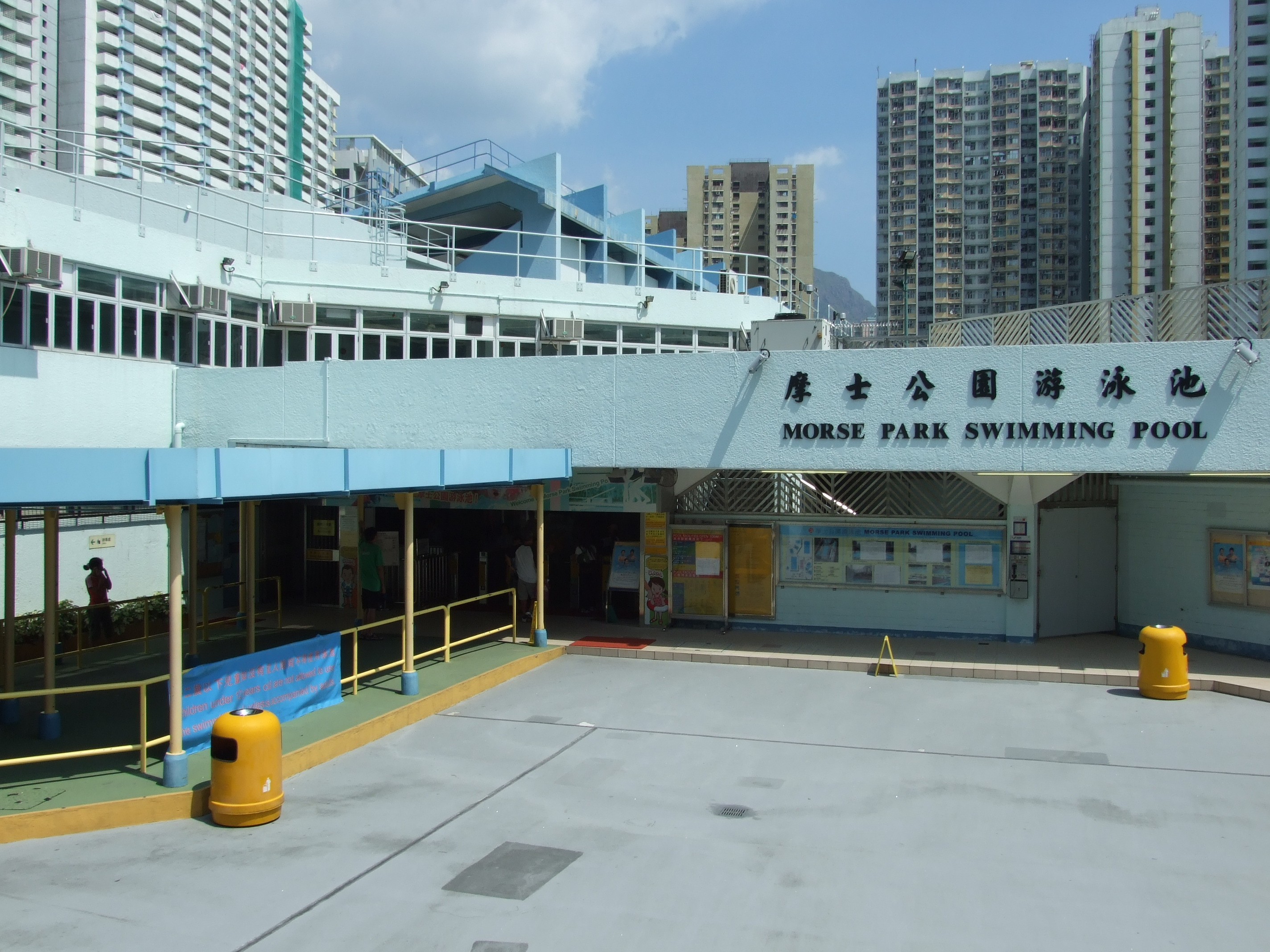
毗連摩士公園的摩士公園游泳池

摩士返英後定居倫敦，除在1954年至1965年出任滙豐銀行倫敦顧問委員會主席，又在1954年至1960年出任英國旅遊及假日協會（British Travel and Holidays Association）主席。在1957年間，他以協會主席身份就旅遊事務向香港政府提供意見，促成港府在同年成立香港旅遊協會（2001年改組為香港旅遊發展局），他1960年從協會卸任後，在翌年的新年授勳名單再獲伊利沙伯二世授予KBE勳銜。
他晚年的其他工作還包括在1954年至1967年任弓匠公司（Bowmakers Limited）董事，期間於1954年至1962年兼任公司主席；此外，他曾於1959年至1965年任有利銀行董事，以及在1960年起任英國中東銀行董事，亦曾兼任該行主席，至1965年9月辭職。有利銀行與英國中東銀行兩行均在1959年被滙豐收購。
晚年身體欠佳的摩士，在1967年5月13日因支氣管肺炎病逝於倫敦聖詹姆士廣場家中，終年75歲，身後倫敦有追思會以作悼念。港府為紀念摩士爵士，同年決定把北九龍一處新落成的公園命名為「摩士公園」（Morse Park），10月6日由時任市政局主席兼市政事務署署長丁固（Geoffrey Tingle）主持揭幕。

## 個人生活
摩士爵士的夫人名叫瑪潔莉·梅（Margery May, Lady Morse），她在1966年5月5日逝世於倫敦聖詹姆士廣場家中，兩人生前無所出。摩士生前的興趣包括賽馬和高爾夫球，也是倫敦小卡爾頓會（Junior Carlton Club）和東方會會員（Oriental Club）。

## 榮譽

### 殊勳
- 以下列出榮譽全稱及縮寫：^ 
  - 太平紳士（J.P.） （1938年5月20日[2]）
  - 英帝國司令勳章（C.B.E.） （1944年）
  - 下級勳位爵士（Kt.） （1949年英皇壽辰授勳名單[55]）
  - 英帝國爵級司令勳章（K.B.E.） （1961年新年授勳名單[56]）
  - 功績爵級司令勳章 （Knight Commander of the Order of Benemerencia，1951年，葡萄牙[57]）

### 榮譽博士
- 榮譽法學博士
  - 香港大學 （1940年）

### 以他命名的事物
- 摩士小屋（Morse Hut）：原位於金鐘花園道，已重建為世界自然基金會中環辦事處。
- 摩士大廈（Morse House）：位於九龍覺士道，1954年至1994年間為香港童軍總會總部，已拆卸。
- 摩士公園（Morse Park），位於九龍黃大仙和樂富一帶，1967年10月啟用。
- 摩士壺（Morse Jug），香港賽馬會主席賽馬日的其中一項錦標賽場合，現已停辦。

## 注腳
1. 1 2 3 4 5 6 7 8 9  "Mr. ARTHUR MORSE", The Bankers' Magazine, BPC (Bankers' Magazine) Ltd, 1943.
2. 1 2  "No. 401", The Hong Kong Government Gazette. Hong Kong: Hong Kong Government, 20 May 1938.
3. 1 2  "Sir Arthur MORSE", The Honorary Graduates, University of Hong Kong, 1940.
4. 1 2  Railway Gazette International Volume 76, Reed Business Pub., 1942.
5. 1 2 3 4 5 6 7  ENDACOTT, G. B., Hong Kong Eclipse, Hong Kong: Oxford University Press, 1978.
6. 1 2 3 4  "Tribute to Sir Arthur Morse at Meeting", The China Mail, 27 February 1953, p.9.
7. ↑  Far Eastern Economic Review Volume 18, Review Pub. Co. Ltd., 1955.
8. ↑  JONES, Geoffrey, British Multinational Banking 1830-1990, New York: Oxford University Press, reprinted 2001.
9. 1 2 3  〈律敦治昨舉行宴會，歡送摩斯爵士〉，《工商日報》第五頁，1953年2月26日。
10. ↑  EMERSON, Geoffrey Charles, "Behind Japanese Barbed Wire: Stanley Internment Camp, Hong Kong 1942 - 1945", Journal of the Hong Kong Branch of the Royal Asiatic Society Vol. 17, 1977.
11. ↑  BANHAM, Tony, We Shall Suffer There: Hong Kong's Defenders Imprisoned, 1942-45, Hong Kong: Hong Kong Univeristy Press, 2009.
12. 1 2 3 4 5  Who's Who. London: A & C Black, 2008.
13. ↑  〈港府昨正式發表行政局議員名單〉，《工商日報》第四頁，1946年5月8日。
14. ↑  BUTT, Rudi, "I Was An Elephant Handler", Hong Kong's First, 13 May 2010.
15. 1 2 3 4  Official Report of Proceedings, Hong Kong Legislative Council, 4 March 1953.
16. 1 2 3  余鴻建，〈香港印鈔史（一）〉，《印藝299期》，2008年11月。
17. ↑  KING, Frank H. H., The Monetary System of Hong Kong, K. Weiss, 1953.
18. ↑  Official Report of Proceedings, Hong Kong Legislative Council, 15 August 1946.
19. ↑  Official Report of Proceedings, Hong Kong Legislative Council, 1 August 1946.
20. ↑  "Chapter 247. Bank Notes and Certificates of Indebtedness", Hong Kong Ordinances, 16 August 1946.
21. ↑  陳舊，〈匯豐銀行：世界的本土銀行，一百四十六年不離不棄〉，《新周刊》第323期，2010年5月12日。
22. ↑  "Sir Arthur Morse Reviews Situation", The China Mail, 27 February 1953, p.1.
23. ↑  〈滙豐銀行年會摩斯爵士致詞，檢討遠東局勢〉，《工商日報》第五頁，1953年2月28日。
24. ↑  〈摩斯爵士演詞論及日本及東南亞情勢〉，《工商日報》第六頁，1953年3月1日。
25. ↑  "Pressing Problems of S'pore & Malaya Discussed by HK Bank Chairman", The China Mail, 27 February 1953, p.4.
26. 1 2 3  HSBC - A brief history, HSBC, April 2010.
27. ↑  "Issue 38763", London Gazette, 18 November 1949, p.17.
28. 1 2  〈「香港偉大市民」〉，《工商日報》第六頁，1953年3月5日。
29. ↑  "Succession Lists", Calender 2009 - 2010, University of Hong Kong, 2009.
30. ↑  "Sir Arthur Morse's Tribute to the Late Mr. J. C. Guimgam", The China Mail, 24 February 1953, p.6.
31. ↑  "Sir Arthur Morse Called for Support of Olympic Fund", The China Mail, 23 January 1952, p.6.
32. ↑  Official Report of Proceedings, Hong Kong Legislative Council, 12 July 1950.
33. ↑  〈青年商會餐會歡送摩斯爵士〉，《工商日報》第五頁，1953年2月27日。
34. 1 2  吳偉強，〈從地圖和地名看香港童軍發展〉，《香港童軍》第298期，2009年2月。
35. ↑  〈摩斯爵士榮獲童軍榮譽銀章〉，《工商日報》第五頁，1953年2月24日。
36. ↑  "Sir Arthur Morse Receives Highest Scout Award", The China Mail, 23 February 1953, p.10.
37. ↑  "King's Birthday Honours", The China Mail, 9 June 1949, p.1.
38. ↑  〈摩斯爵士在倫敦〉，《工商日報》第五頁，1953年6月7日。
39. ↑  〈羅文錦周埈年兩代表，改今晨首途赴英〉，《工商日報》第五頁，1953年5月24日。
40. ↑  The Bankers' Magazine Vol. 177, BPC (Bankers' Magazine) Ltd., 1954.
41. ↑  〈摩斯爵士今晨離港，送別儀式隆重新奇〉，《工商日報》第六頁，1953年3月13日。
42. ↑  〈摩斯爵士後日離港，將舉行送別式〉，《工商日報》第三頁，1953年3月11日。
43. ↑  "Sir Arthur and Lady Morse Given a Spectacular Send-Off Receives Highest Scout Award", The China Mail, 13 March 1953, p.1.
44. ↑  "Spectacular Departure Planned for Sir Arthur and Lady Morse", The China Mail, 10 March 1953, p.1p.
45. ↑  〈數百官紳名流送別摩斯爵士〉，《工商日報》第三頁，1953年3月14日。
46. ↑  〈滙豐銀行現任經理端拿升任總經理〉，《工商日報》第五頁，1953年2月26日。
47. ↑  Official Report of Proceedings, Hong Kong Legislative Council, 27 March 1957.
48. ↑  The Economist Vol. 218, Economist Newspaper Ltd., 1966.
49. 1 2 3  〈摩士爵士在英病逝〉，《工商日報》第七頁，1967年5月16日。
50. ↑  "Issue 44337", London Gazette, 8 June 1967, p.40.
51. ↑  "Milestones: May 26, 1967", Time, 26 May 1967.
52. ↑  "Hong Kong "King" Dies in London", Gettysburg Times, 16 May 1967, p.8.
53. ↑  〈北九龍新公園〉，《華僑日報》第三張第一頁，1967年10月5日。
54. ↑  "Issue 44001", London Gazette, 2 June 1966, p.36.
55. ↑  "Issue 38666", London Gazette, 15 July 1949, p.2.
56. ↑  "Supplement 8897 to Issue 42231", London Gazette, 27 December 1960, p.9.
57. ↑  "Sir Arthur Morse Honoured", The China Mail, 6 April 1951, p.10.

### 中文資料
- 〈港府昨正式發表行政局議員名單〉，《工商日報》第四頁，1946年5月8日。
- 〈摩斯爵士榮獲童軍榮譽銀章〉，《工商日報》第五頁，1953年2月24日。
- 〈滙豐銀行現任經理端拿升任總經理〉，《工商日報》第五頁，1953年2月26日。
- 〈律敦治昨舉行宴會，歡送摩斯爵士〉，《工商日報》第五頁，1953年2月26日。
- 〈青年商會餐會歡送摩斯爵士〉，《工商日報》第五頁，1953年2月27日。
- 〈滙豐銀行年會摩斯爵士致詞，檢討遠東局勢〉，《工商日報》第五頁，1953年2月28日。
- 〈摩斯爵士演詞論及日本及東南亞情勢〉，《工商日報》第六頁，1953年3月1日。
- 〈「香港偉大市民」〉，《工商日報》第六頁，1953年3月5日。
- 〈摩斯爵士後日離港，將舉行送別式〉，《工商日報》第三頁，1953年3月11日。
- 〈摩斯爵士今晨離港，送別儀式隆重新奇〉，《工商日報》第六頁，1953年3月13日。
- 〈數百官紳名流送別摩斯爵士〉，《工商日報》第三頁，1953年3月14日。
- 〈羅文錦周埈年兩代表，改今晨首途赴英〉，《工商日報》第五頁，1953年5月24日。
- 〈摩斯爵士在倫敦〉，《工商日報》第五頁，1953年6月7日。
- 〈摩士爵士在英病逝〉，《工商日報》第七頁，1967年5月16日。
- 〈北九龍新公園〉，《華僑日報》第三張第一頁，1967年10月5日。
- 余鴻建，〈香港印鈔史（一）〉，《印藝299期》，2008年11月。網上版本
- 吳偉強，〈從地圖和地名看香港童軍發展〉，《香港童軍》第298期，2009年2月。網上版本 （页面存档备份，存于）
- 陳舊，〈匯豐銀行：世界的本土銀行，一百四十六年不離不棄〉，《新周刊》第323期，2010年5月12日。網上版本[永久]

### 英文資料
- "Sir Arthur MORSE", The Honorary Graduates, University of Hong Kong, 1940. 網頁[永久]
- Railway Gazette International Volume 76, Reed Business Pub., 1942.
- "Mr. ARTHUR MORSE", The Bankers' Magazine, BPC (Bankers' Magazine) Ltd, 1943.
- Official Report of Proceedings, Hong Kong Legislative Council, 1 August 1946. 網上版本 （页面存档备份，存于）
- Official Report of Proceedings, Hong Kong Legislative Council, 15 August 1946. 網上版本 （页面存档备份，存于）
- "Chapter 247. Bank Notes and Certificates of Indebtedness", Hong Kong Ordinances, 16 August 1946. 網上版本[永久]
- "King's Birthday Honours", The China Mail, 9 June 1949, p. 1.
- "Issue 38666", London Gazette, 15 July 1949, p. 2.
- "Issue 38763", London Gazette, 18 November 1949, p. 17.
- Official Report of Proceedings, Hong Kong Legislative Council, 12 July 1950. 網上版本 （页面存档备份，存于）
- "Sir Arthur Morse Honoured", The China Mail, 6 April 1951, p. 10.
- "Sir Arthur Morse Called for Support of Olympic Fund", The China Mail, 23 January 1952, p. 6.
- "Sir Arthur Morse Receives Highest Scout Award", The China Mail, 23 February 1953, p. 10.
- "Sir Arthur Morse's Tribute to the Late Mr. J. C. Guimgam", The China Mail, 24 February 1953, p. 6.
- "Sir Arthur Morse Reviews Situation", The China Mail, 27 February 1953, p. 1.
- "Pressing Problems of S'pore & Malaya Discussed by HK Bank Chairman", The China Mail, 27 February 1953, p. 4.
- "Tribute to Sir Arthur Morse at Meeting", The China Mail, 27 February 1953, p. 9.
- Official Report of Proceedings, Hong Kong Legislative Council, 4 March 1953. 網上版本 （页面存档备份，存于）
- "Spectacular Departure Planned for Sir Arthur and Lady Morse", The China Mail, 10 March 1953, p. 1p.
- "Sir Arthur and Lady Morse Given a Spectacular Send-Off Receives Highest Scout Award", The China Mail, 13 March 1953, p. 1.
- KING, Frank H. H., The Monetary System of Hong Kong, K. Weiss, 1953.
- The Bankers' Magazine Vol. 177, BPC (Bankers' Magazine) Ltd., 1954.
- Far Eastern Economic Review Volume 18, Review Pub. Co. Ltd., 1955.
- Official Report of Proceedings, Hong Kong Legislative Council, 27 March 1957. 網上版本 （页面存档备份，存于）
- "Supplement 8897 to Issue 42231 （页面存档备份，存于）", London Gazette, 27 December 1960, p. 9.
- "Issue 44001", London Gazette, 2 June 1966, p. 36.
- The Economist Vol. 218, Economist Newspaper Ltd., 1966.
- "Hong Kong "King" Dies in London", Gettysburg Times, 16 May 1967, p. 8.網上版本 （页面存档备份，存于）
- "Milestones: May 26, 1967", Time, 26 May 1967. 網上版本 （页面存档备份，存于）
- "Issue 44337", London Gazette, 8 June 1967, p. 40.
- EMERSON, Geoffrey Charles, "Behind Japanese Barbed Wire: Stanley Internment Camp, Hong Kong 1942 - 1945", Journal of the Hong Kong Branch of the Royal Asiatic Society Vol. 17, 1977. 網上版本
- ENDACOTT, G. B., Hong Kong Eclipse, Hong Kong: Oxford University Press, 1978.
- JONES, Geoffrey, British Multinational Banking 1830-1990, New York: Oxford University Press, reprinted 2001.網上版本
- Who's Who. London: A & C Black, 2008.
- BANHAM, Tony, We Shall Suffer There: Hong Kong's Defenders Imprisoned, 1942-45, Hong Kong: Hong Kong Univeristy Press, 2009. 網上版本
- "Succession Lists", Calender 2009 - 2010, University of Hong Kong, 2009. 網上版本[永久]
- HSBC - A brief history, HSBC, April 2010. 網上版本
- BUTT, Rudi, "I Was An Elephant Handler", Hong Kong's First, 13 May 2010. 網頁

## 外部連結
- 摩士爵士伉儷在1953年3月13日步出香港滙豐總行大廈時的情形[永久]
- Der Geld-Taipan （页面存档备份，存于） （德文）

| 商界職務                       | 商界職務                             | 商界職務        |
| ------------------------------ | ------------------------------------ | --------------- |
| 前任者： 百德新                | 香港上海滙豐銀行主席 1941年–1953年   | 繼任者： 布力嘉 |
| 前任者： 祁禮賓爵士            | 香港上海滙豐銀行總司理 1943年–1953年 | 繼任者： 端納   |
| 官衔                           |                                      |                 |
| 前任者： 臨時軍政府            | 行政局首席非官守議員 1946年–1953年   | 繼任者： 周埈年 |
| 學術機關職務                   |                                      |                 |
| 前任： G·S·阿奇博              | 香港大學司庫 1936年–1940年           | 繼任： 艾文遜   |
| 前任： 香港大學復課            | 香港大學司庫 1946年–1951年           | 繼任： 端納     |
| 其他職務                       |                                      |                 |
| 前任： 梳利士 （至1941年為止） | 香港童軍總會會長 1946年–1953年       | 繼任： G·E·馬登 |